# Георг Крістіан з Лобковіц (1686—1753)
Йоганн Георг Крістіан з Лобковіц (чеськ. Jan Jiří Christian z Lobkovic), (нар. 10 серпня 1686 — пом. 4 жовтня 1753) — князь Лобковіц, син герцога Заганського Фердинанда Августа та маркграфині Марії Анни Баден-Баденської. Засновник Горинської гілки династії Лобковіців. Губернатор Сицилії у 1732 році, губернатор Міланського герцогства у 1743—1745 роках. Генерал-фельдмаршал Священної Римської імперії. Кавалер ордену Золотого руна.

## Біографія
Георг Крістіан народився 10 серпня 1686 року в Празі. Він був третьою дитиною та третім сином у родині герцога Заганського Фердинанда Августа та його другої дружини Марії Анни Баден-Баденської. Хлопчик мав старшого брата Йозефа Антоніна, інший брат помер за місяць до його народження. Від першого шлюбу батька у нього був також єдинокровний брат Філіп Гіацинт. Згодом сім'я поповнилася п'ятьма молодшими дітьми, з яких вижили лише дві дівчинки. 
Жила родина у замку Роудніце-над-Лабем. Матір померла, коли Георгу Крістіану було 15.
Почав військову кар'єру під проводом Євгена Савойського у війні за іспанську спадщину та турецько-венеціанській війні 1714—1718 років.
У 1718 році, у віці 32 років одружився із графинею Вальдштайн-Вартенберг.  Георг Крістіан узяв шлюб із 16-річною графинею Кароліною Генрієттою Вальдштайн-Вартенберг. Весілля відбулося 11 листопада 1718 року у Празі. У подружжя народилося десятеро дітей. У 1722 після припинення гілки Попелів-Лобковіців, успадкував Білін та Айзенберг.
У 1729 році був генерал-фельдвахт-майстром у Неаполі, у 1732 році — губернатором Сицилії. Наступного року отримав чин фельдмаршала-лейтенанта, а у 1734-му — став генералом кінноти та губернатором Ломбардії та Парми. У 1739 очолював війська у Трансильванії, де існувала загроза вторгнення турок. Брав участь у війні за австрійську спадщину. У 1743—1746 роках перебував в Італії. Програв битву при Веллетрі у серпні 1744 року, після чого відвів війська до Ріміні.
Прославився як хоробрий вояка, але підлеглі не любили його за жорстокість.

## Родина
Дружина — Кароліна Генрієтта Вальдштайн-Вартенберг. 
Діти:
- Карл Адам Фелікс (1719—1760) — генерал-фельдмаршал Священної Римської імперії,[5] одруженим не був, дітей не мав;
- Марія-Елеонора (1721—1756) — дружина герцога Урсельського Карла, мала шестеро дітей;
- Крістіан Йозеф Фердинанд (1722—1724) — прожив 2 роки;
- Йозеф Марія Карл (1724—1802) — князь Лобковіц, фельдмаршал, дипломат у Росії, був одруженим із графинею Марією Йозефою Гаррахською, мав четверо дітей;
- Людвіг (14 січня—1 лютого 1725) — прожив 2 тижні;
- Фердинанд Марія (1726—1795) — вікарій у Зальцбургу, єпископ Намюрський, згодом —Гентський, одруженим не був, дітей не мав;
- Август Антон (1729—1803) — князь Лобковіц, верховний маршал Чеського королівства у 1791—1803 роках, генерал-майор, був одруженим із Марією Людмилою Чернін з Чуденіц, мав численних нащадків;
- Філіп (1732—1760) — вояка Священної Римської імперії, одруженим не був, дітей не мав;
- Леопольд (1734—1759) — лейтенант драгун, одруженим не був, дітей не мав;
- Антон (1738—1745) — прожив 7 років.

Кароліна Генрієтта пережила чоловіка більше ніж на чверть століття.